# John Henderson (Oberst)

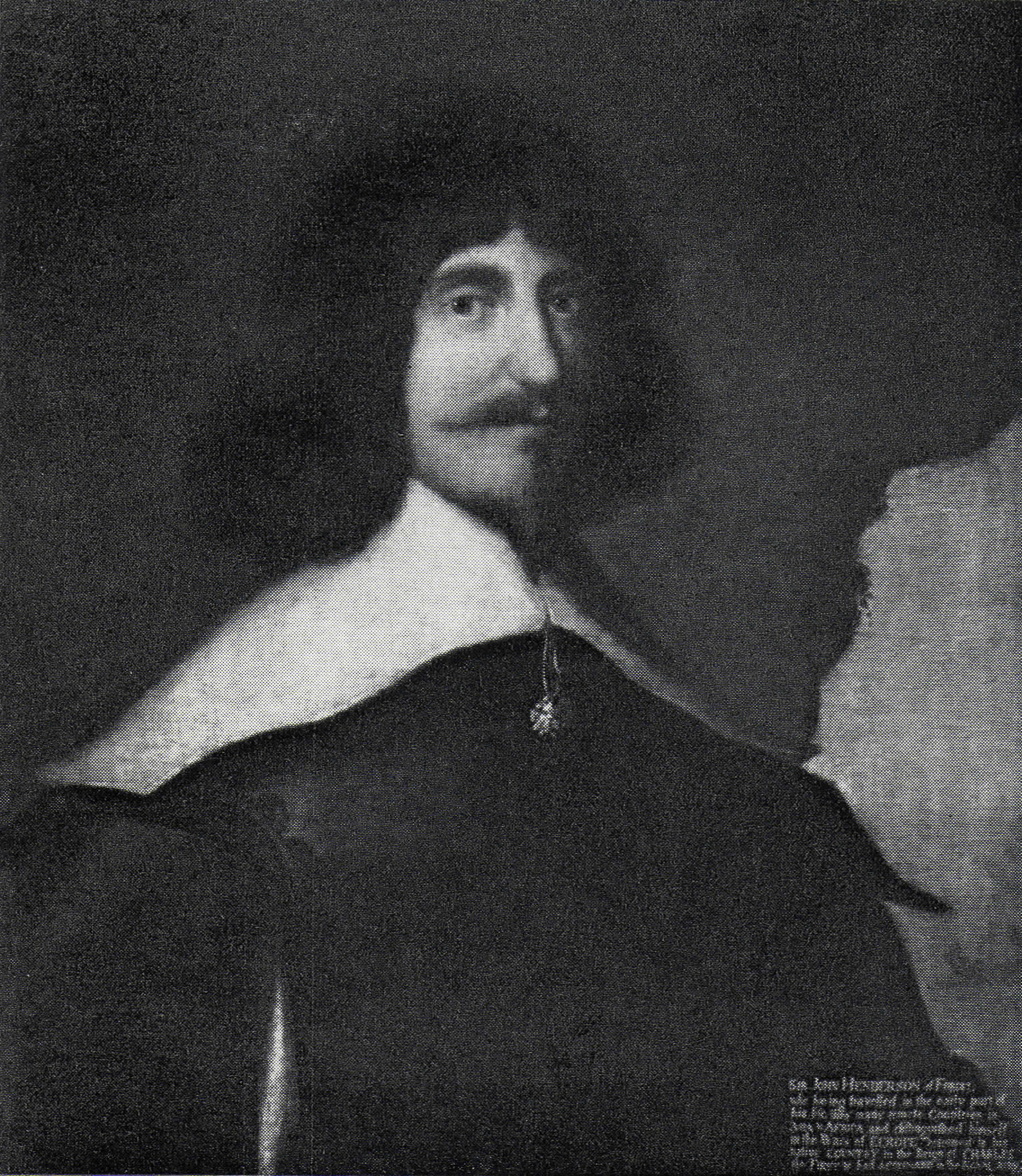
John Henderson of Fordell, gemalt 1635-37 by George Jamesone

Sir John Henderson (* 3. November 1605 auf Fordell Castle, Fife, Schottland; † Februar/März 1659 vermutlich in Prag) war ein aus Schottland stammender kaiserlicher Generalfeldwachtmeister im Dreißigjährigen Krieg und Söldner in den Kriegen der Drei Königreiche auf Seiten König Karls I.

## Leben
Er entstammte dem Clan Henderson und war der älteste Sohn des Sir John Henderson († 1618), 4. Laird of Fordell, aus dessen Ehe mit Agnes Balfour. Er beerbte 1618 seinen Vater als 5. Laird of Fordell.
Ein John Henderson geriet Anfang der 1620er Jahre auf Sansibar in arabische Kriegsgefangenschaft, wobei unklar ist ob es sich um ihn oder einen Namensvetter handelt. Der im Dreißigjährigen Krieg eingesetzte John Henderson trat in dänische und/oder schwedische Dienste unter Wilhelm von Sachsen-Weimar ein. Er ist als schwedischer Oberst in Göttingen für Februar 1632 und als Oberst über ein schottisches Dragoner-Regiment in schwedischem Dienst März 1633 belegt. In dieser Funktion nahm er vor Nürnberg/Zirndorf am Angriff auf die Alte Veste (3. September 1632) und an der Schlacht von Lützen (16. November 1632) teil.
Im Herbst 1633 trat er in kaiserliche Dienste über und diente dort als Obrist eines Dragoner-Regiments. Am 12. Jänner 1634 unterzeichnete er Wallensteins erstes „Pilsener Revers“ mit. Das Regiment wurde am 6. März 1634 um die 5 Kompanien des Dragoner-Regiments Ilow verstärkt. Beim Feldzug 1634 wurde Henderson vor Landshut durch einen Schuss verwundet, von den Schweden gefangen genommen und nach Augsburg gebracht. Im September kam er wieder frei, nachdem er militärische Geheimnisse verraten hatte. Sein Bericht über die Schlacht von Nördlingen am 6. September (in italienischer Sprache) ist erhalten. Im November sollte er auf einer Mission im Auftrag des Kaisers in Augsburg Bernhard von Weimar durch das Angebot des Herzogtums Franken und des Oberbefehls auf seine Seite ziehen, scheiterte damit aber. 
1636/37 wurde er wiederholt auf die Übernahme eines vakanten Regiments vertröstet, konnte aber am 3. März 1638 an der Schlacht von Rheinfelden teilnehmen. Er wurde abermals verwundet und gefangen genommen und auf dem Hohentwiel eingesperrt. Für 21. März 1639 ist der Wunsch des Kaisers verbürgt, Werth, ihn und Obrist Seneschall gegen den schwedischen Generalleutnant Georg Christoph von Taupadel auszutauschen.
Am 28. Mai 1639 wurde er Inhaber des Regiments zu Fuß Wangler und am 6. Juni kurzzeitig Kommandant von Budweis, bereits am 18. Juni sollte er sich aber wieder zu seinem Regiment begeben, da er in Budweis nicht benötigt würde. In der Folge waren er und seine Truppen für die Unterstützung der Spanier in den Spanischen Niederlande vorgesehen. Im August 1640 warb er unter dem Kommando von Camillo Gonzaga mit spanischen Geldern ein Regiment in Oberösterreich. Im folgenden Jahr führte Gilles de Haes dieses und weitere Regimenter in die Spanische Niederlande. Unterwegs nahm Henderson unter de Haes an der Eroberung von Bad Kreuznach am 2. Juni 1641 teil. Dort übernahm Guillaume de Lamboy die Regimenter als kaiserliches Hilfskorps für Spanien und führte sie am 6. Juli zum Sieg in der Schlacht von La Marfée. Für sein Wohlverhalten in der Schlacht ergeht am 14. Juli ein Dankschreiben an Henderson. Am 24. Juli 1641 wird Hendersons Regiment dem spanischen Oberbefehlshaber in den Niederlanden Don Francisco de Melo unterstellt, die von ihm begehrte Stelle als Generalfeldwachtmeister wurde aber abgelehnt. 
Vielleicht aus diesem Grund wendete er sich wieder seiner alten Heimat zu. Nach kurzem Aufenthalt zur Truppenwerbung in Dänemark für den englischen König Karl I. im Oktober 1642 nahm er 1643 am Feldzug in England gegen Oliver Cromwell teil. Karl I. von England adelte ihn als Knight Bachelor. Als königlicher Gouverneur der Festung Newark sicherte er den Trent-Übergang, nach einem erfolgreichen Rückzugsgefecht (27. Februar) erlitt er aber am 13. Mai eine Niederlage gegen Cromwell bei Grantham. Nach seiner Ablösung als Gouverneur von Newark zog er wieder nach Dänemark.
Ein bei Gefechten in Böhmen 1645 belegter Oberst Henderson unter Hatzfeld, dessen Regiment am 6. März des Jahres bei Jankau kämpfte, war möglicherweise sein Vetter Thomas Henderson, seit 1637 Obrist eines Infanterieregiments. Auf Bitten (beider!) Hendersons im Mai 1646 als Generalfeldwachtmeister eingesetzt zu werden, reagierte der Kaiser positiv – mit 18. Oktober 1649 ist die mit 600 Reichstalern dotierte Stelle bewilligt für Johann Henderson.
Im Mai 1649 ist er kurze Zeit, aufgrund seiner Hilfe gegen Cromwell, englischer (royalistischer) Gesandter in den welfischen Residenzen Celle und Hannover. Die Bitte des Königs von England vom 4. Juli 1649 um Auszahlung der ihm bewilligten Recompens von 40.000 Gulden, um sich in englische Kriegsdienste zu begeben (Bescheid am 28. September) ist ebenso überliefert, wie seine Tätigkeit als englischer (königlicher) Legat beim Kaiser ab 30. Jänner 1651. Für den Juni desselben Jahres findet sich die Bewilligung von 600 Reichstalern sowie einer Rekompens von 20.000 Gulden auf die Römermonatsbeiträge der Städte Bremen, Hamburg und Lübeck. Auch die Bewilligung von 500 Reichstalern vom 18. September 1652 ist schriftlich dokumentiert.
Am 19. Oktober 1655 wurde seine Bitte um Anstellung als Generalfeldwachtmeister oder Feldzeugmeister abgelehnt. Im Juni 1657 bat er, nun mit Empfehlung des Königs von Polen, erneut um diese Stelle. Sein weiterer Lebensweg verliert sich. Sein Tod lässt sich am wahrscheinlichsten auf Februar oder März 1659 datieren. Da der Prager Stadtkommandant Jan van der Croon seinen Tod meldete, starb Henderson wahrscheinlich in Prag. Das in der Literatur teilweise überlieferte Sterbedatum 11. März 1650 (in Fife oder in Dänemark) bezieht sich wahrscheinlich auf einen Namensvetter.

## Ehe und Nachkommen
Am 7. Februar 1625 heiratete er Margaret Menteith, Tochter des William Menteith, Gutsherr von Randiford, und der Jean Bruce. Mit ihr hatte er zehn Kinder:
- Jean Henderson, ⚭ 1648 Thomas Bruce, Laird of Blairhall in Clackmannanshire;
- Sir John Henderson, 1. Baronet (of Fordell) (1626–1683), ⚭ 1657 Margaret Hamilton;
- Francis Henderson, fiel als Offizier in französischen Diensten;
- George Henderson († 1659), fiel in den Niederlanden;
- Margaret Henderson, ⚭ (1) 1653 Sir Henry Wardlaw, 3. Baronet, ⚭ (2) Peter Hay, Laird of Maughton;
- Elizabeth Henderson, ⚭ (1) 1656 Alexander Mercer, Laird of Kinnaird, ⚭ (2) 1660 Sir Robert Cunningham, 2. Baronet, ⚭ (3) 1679 Sir William Denholme, Laird of Westshield;
- Bethia Henderson, ⚭ (1) 1662 John Robertson, ⚭ (2) Alexander Hamilton, 2. Laird of Dalzell;
- Anna Henderson, ⚭ (1) 1669 Hon. Archibald Stewart (1643–1688), Laird of Dunearn, Sohn des 4. Earl of Moray, ⚭ (2) Walter Denholme;
- William Henderson (um 1628–1676);
- James Henderson (um 1630–1675) ⚭ Margaret Scott.